# CD38
CD38 (cụm biệt hóa 38), còn được gọi là hydrocase ADP ribose vòng,  va cũng là một glycoprotein  được tìm thấy trên bề mặt của nhiều tế bào miễn dịch (tế bào bạch cầu), bao gồm CD4+, CD8+, tế bào lympho B và các tế bào giết tự nhiên. CD38 cũng có chức năng bám dính tế bào, dẫn truyền tín hiệu và tín hiệu calci trong tế bào.
Ở người, protein CD38 được mã hóa bởi gen CD38 nằm trên nhiễm sắc thể 4.

## Chức năng
CD38 là một enzyme đa chức năng trên màng tế bào. Enzyme này có thể xúc tác cho quá trình tổng hợp và thủy phân ADP-ribose vòng (cADPR) từ NAD+ thành ADP-ribose. Các sản phẩm phản ứng này rất cần thiết cho việc điều chỉnh Ca2+ nội bào.

## Ý nghĩa y khoa
Mất chức năng CD38 có liên quan đến đáp ứng miễn dịch suy giảm, rối loạn trao đổi chất và thay đổi hành vi bao gồm mất trí nhớ xã hội nên có thể liên quan đến chứng tự kỷ.
Protein CD38 là một dấu chuẩn hoạt hóa tế bào. CD38 đã được quan sát có liên quan đến nhiễm HIV, bệnh bạch cầu, u tủy, khối u rắn, tiểu đường loại II và trao đổi chất ở xương, cũng như một số điều kiện xác định di truyền.
CD38 tạo ra một enzyme điều hòa sự giải phóng oxytocin trong hệ thần kinh trung ương.
Thuốc daratumumab nhắm đến CD38 đã được sử dụng trong điều trị đa u tủy.
Tăng biểu hiện của CD38 trong bệnh bạch cầu lympho mãn tính có kết nối đến thời gian phát bệnh ngắn hơn.

## Ứng dụng
CD38 đã được sử dụng như một dấu hiệu để chẩn đoán trong bệnh bạch cầu. CD38 cũng được sử dụng làm mục tiêu cho thuốc daratumumab (Darzalex), một loại thuốc đã được kiểm duyệt để điều trị bệnh đa u tủy.